# Brucknerallee 29 (Mönchengladbach)

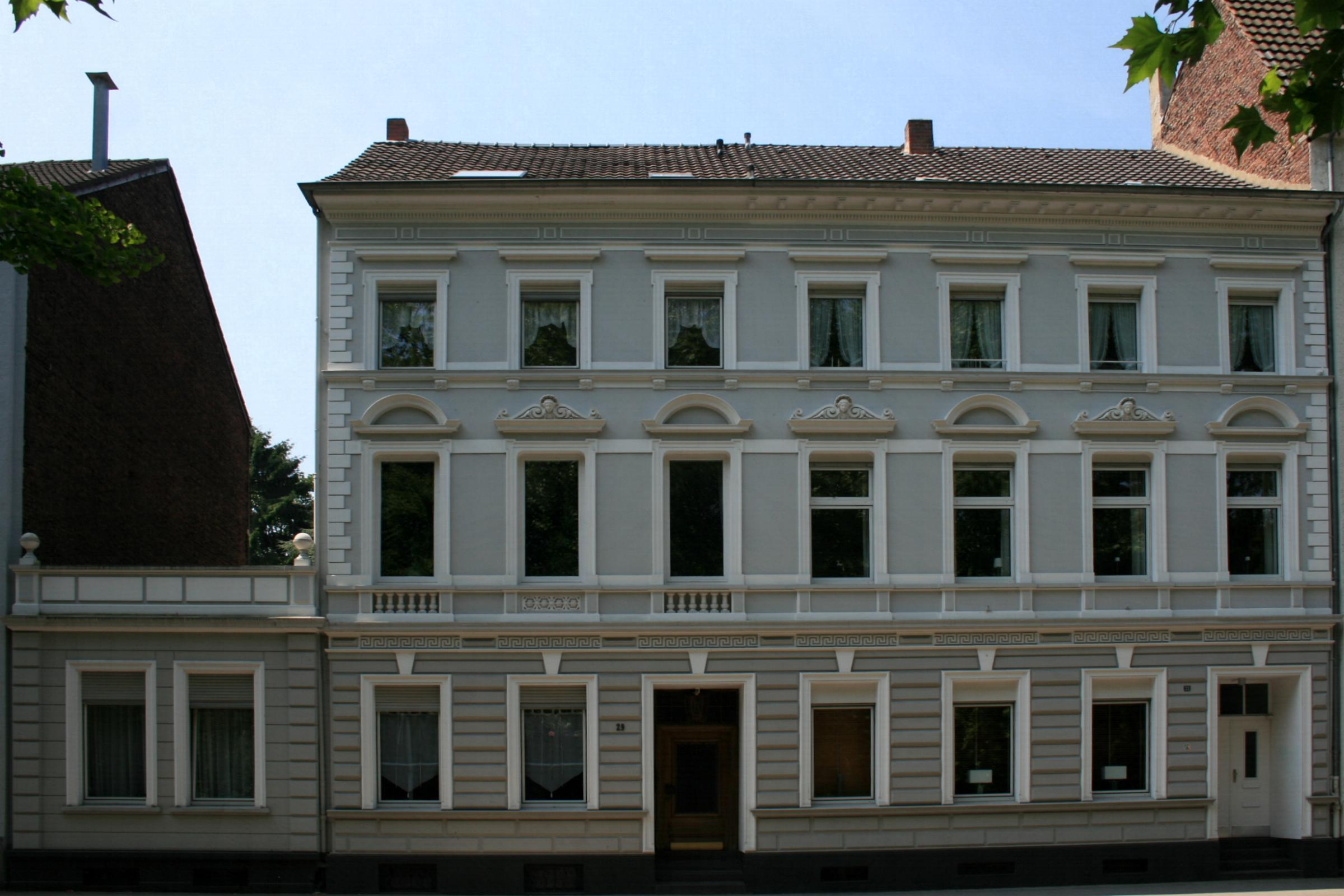
Wohnhaus Brucknerallee 29 (links) und 31 (rechts), 2010

Das Wohnhaus Brucknerallee 29 steht im Stadtteil Rheydt in Mönchengladbach (Nordrhein-Westfalen).
Das Gebäude wurde 1870 erbaut. Es ist unter Nr. B 080 am 6. Mär. 1989 in die Denkmalliste der Stadt Mönchengladbach eingetragen worden.

## Architektur
Das Haus Nr. 29 wurde zusammen mit dem Haus Nr. 31 im Jahr 1870 in eine Ergänzungskarte zur Katastral-Mutterrolle (Archiv des Katasteramtes) erstmals eingetragen. Ein rückwärtiger Anbau an Nr. 31 endet an einer Fluchtlinie, die für ein Waschhaus übernommen wurde, das ab dem 8. März 1888 in einen Fortführungsriss eingetragen wird. Zusammen mit Mauerzügen, die Waschhaus und Anbau einerseits (Tordurchlass) und Waschhaus und Straßenfluchtlinie verbinden (ein Tor befand sich zwischen diesem Punkt und der linken, vorderen Gebäudeecke von Nr. 29). Dadurch bildete sich ein abgeschlossenes Hofgrundstück. Dies war in dieser Straße einmalig. Nr. 29 (dreiachsig) und Nr. 31 (vierachsig) sind typische rheinische Einfamilienhäuser. Die verputzte Fassade hebt durch reiche Gesimszonen eine für beide Bauten einheitliche horizontale Gliederung hervor.
Als einer der ältesten Gebäudekomplexe dieser Straße, der die erste Bauphase dort dokumentiert, sind Nr. 29 und 31 aus städtebaulichen, siedlungs-, orts- und bauhistorischen Gründen erhaltenswert.